# Забудь-річка (роман)
«Забудь-річка» — роман українських письменників братів Капранових;  опублікований в Україні 2016 року у видавництві «Нора-Друк». Роман розповідає про розслідування родинної історії трьох людей. Книжка увійшла у Довгий список літературної премії Книга року ВВС-2016, а згодом і у короткий.

## Опис
Троє молодих людей завдяки гримасі долі потрапляють на війну під одним іменем – Степан Шагута. Комсомолець воює у дивізії «Галичина», син офіцера УНР – у Червоній армії, а польський жовнір – в УПА.
Багато років по тому випадково зустрічаються двоє їхніх нащадків і між ними спалахує кохання. Герої ведуть родинне історичне розслідування трьох доль, які переплуталися і стали фактично однією потрійною долею – долею українця у Другій світовій війні.

## Історія написання
Ідеєю роману автори завдячують своїм дідам, один з яких червоноармієць, а інший  — «ворог народу». Вперше автори про роман почали думати 2010 року, а за написання вже взялися 2012 року. Загалом книга писалася протягом 4-ох років, більшість часу зайняла робота з історичними джерелами, автори вивчали спогади бійців УПА, німецької армії, Червоної армії, в'язнів радянських таборів, а також дослідження підпільного руху 30-х та 40-х років, довоєнної Галичини. Перші нариси роману були створені 22 березня 2012 року, загалом редагування у Word`і зайняло 3110 години, або, якщо рахувати 40-годинний робочий тиждень, майже 78 тижнів, тобто 19 місяців. Назва книги походить з української міфології, за уявленнями людей між нашим світом і потойбіччям протікає річка, пролітаючи яку душа після  смерті людини забуває все. 
Книгу представили 21 березня 2016 року, після чого розпочався всеукраїнський тур презентації книги райцентрами України.

## Відгуки
Член журі Книга року Бі-Бі-Сі Світлана Пиркало написала, що «серед безперечних переваг книги — її географія... тут і Росія, і Захід України, і Німеччина та табори, але головне — приморський Очаків Миколаївської області, де і починається, і фактично завершується сюжет, і який виразно постає частиною української ойкумени. Серед недоліків книги — строкатість мов, діалектів і деталей, зрозумілих без пояснень письменникам і прошарку української інтелігенції покоління, яке застало СРСР, але які вже варто пояснити молодшим поколінням чи людям, які могли б це читати в теоретичному перекладі».

## Видання
- 2016 рік — «Нора-Друк»